# Mirfak
Mirfak (Alfa Persei, α Per) je nejjasnější hvězdou v souhvězdí Persea. Jedná se o žlutobílého veleobra, který leží přibližně 590 světelných let od Země.

## Klasifikace
Mirfak je hvězda spektrálního typu F5, což znamená, že ve spektru klesá intenzita Balmerovy série vodíku a dominují čáry kovů a objevují se čáry ionizovaného vápníku. Má absolutní hvězdnou velikost -4,51 mag a zdánlivou hvězdnou velikost 1,79 mag.
Jeho povrchová teplota je přibližně 6 600 K a díky tomu je povrch žlutobílý. Poloměr odpovídá 56násobku poloměru Slunce a hvězda je 11krát hmotnější než Slunce, zářivý výkon je přibližně 5 400násobek zářivého výkonu Slunce. Rychlost rotace je 18 km/s.
Leží v uskupení hvězd, které vykazují shodný pohyb v prostoru, z čehož plyne, že nejde jen o zdánlivé, nýbrž o reálné uskupení hvězd v prostoru. Hvězda je tedy objektem rozsáhlé a řídké otevřené hvězdokupy Melotte 20, známé také jako hvězdokupa Alfa Persei.
Mirfak je cirkumpolární hvězdou, sledujeme-li ji v okolí zeměpisné šířky odpovídající New Yorku. Přestože je nejjasnější hvězdou Persea, není tak známá jako Algol (Beta Persei).

## Původ jmen
Moderní jméno Mirfak a starší název Algenib jsou arabského původu. Mirfak psaný také jako Mirphak, Marfak nebo Mirzac pochází z arabského Mirfak al-Thurayya. Algenib, jinak také Algeneb, Elgenab, Genib, Chenib nebo Alchemb, pochází ze slov الجنب al-janb nebo الجانب al-džánib znamenající „bok“ či „strana“ ve smyslu „pravý bok (strana) koně“.